# Белокатайское водохранилище
Белока́тайское водохранилище (баш. Балаҡатай һыуһаҡлағысы) располагается на реке Большой Ик в селе Новобелокатай Новобелокатайского сельсовета Белокатайского района. На водохранилище стоит малая ГЭС: Белока́тайская МГЭС, мощностью 125 кВт

## Характеристики микроГЭС
- Марка гидроагрегата — ПР 15-В-46
- Максимальный напор — 4.5 м.
- Максимальный расход одного агрегата — 0.96 м³/с.
- Максимальный расход трех рабочего агрегата — 2.88 м³/с.
- Номинальная мощность генератора — 32 кВт.
- Максимальная мощность трех агрегата — 95 кВт.
- Предполагаемая выработка электроэнергии — 487848 кВ/час

Назначение водохранилища: регулирование весеннего стока р. Ик, противопаводковое защита населения и объектов с. Соколки водоснабжение, рекреация, рыборазведение, энергетическое значение.